# Sfinge di Agost
La sfinge di Agost presenta la postura tipica dell'arte scultorea attica arcaica, dove le sfingi, come i leoni, hanno solitamente la testa rivolta in avanti, il corpo di profilo e la testa già pienamente umana preponderante sull'aspetto felino del corpo. Questo, insieme al fatto che è strettamente imparentata con un'altra sfinge ritrovata al Pireo e conservata al Museo Nazionale di Atene, permette di datarla tra il 570 e il 545 a.C..
Tuttavia, alcune loro caratteristiche rivelano le loro radici iberiche. Da un lato la sfinge di Agost doveva essere fissata ad un muro mentre quelle greche sono a corpo libero e dall'altro la coda è inserita tra le anche, come accade con i leoni, mentre in quelle greche è piegata stesso e posiziona l'estremità larga e appuntita sulla coscia. È esposta nel Museo archeologico nazionale di Spagna, a Madrid.

## Ritrovamento
Fu ritrovata insieme ad un'altra sfinge conservata nel Museo parigino del Louvre e ad un toro, di cui si perse traccia dopo il ritrovamento, nel 1893, nel sito archeologico di El Camp de l'Escultor, nel comune di Agost, in provincia di Alicante.

## Simbologia
La sfinge è una figura che ha il corpo di leone alato, la testa di donna e la coda di serpente, "è conosciuta fin dall'età del bronzo in Mesopotamia e in Egitto, luogo quest'ultimo dove sembra essere stata il suo remoto punto di origine." La sfinge maschile in Egitto svolge il ruolo di guardiano nel mondo dei morti. La sfinge femminile appare già in Egitto nella IV dinastia, in rappresentanza della regina Hetepheres II e fu ritrovata nel complesso funerario di Dyedefra ad Abu Roash (ca. 2550 a.C.)
Gli esempi orientale e greco inizieranno presto a differenziarsi ed evolversi in modo autonomo. In questo processo possiamo vedere come, nell'arte greca, l'aspetto umano della sfinge acquisterà importanza e la postura più comune sarà quella seduta. Si ritiene che si tratti di una sfinge che si trovava in una tomba iberica, perché la sfinge come oggetto funerario era destinato a custodire e difendere i morti che poteva trasportare nel mondo dell'oltretomba. Le caratteristiche dell'opera rivelano la mano di un artista indigeno imbevuto di credenze greche sul mondo dei defunti, che non aveva visto direttamente il modello che voleva riprodurre.